# Стефан Порембович
Сте́фан Фортунат Порембо́вич (пол. Stefan Fortunat Porębowicz, 1904, Львів — 27 березня 1984, Варшава) — архітектор.

## Біографія
Народився у Львові, в родині професора університету, письменника і перекладача Едварда Порембовича. 1931 року закінчив Львівську політехніку. Серед викладачів з фаху був зокрема Владислав Дердацький. Від 1931 року старший асистент, а від 1940 — ад'юнкт на кафедрі утилітарного будівництва. Протягом 1932—1934 років був членом Політехнічного товариства у Львові. 1937 року обраний віце-президентом львівського відділу SARP (спілки архітекторів). Спорудив у Львові ряд будинків у стилі функціоналізму. Після Другої світової війни професор Гданської політехніки, а згодом — Варшавської. У Варшаві працював у Бюро проектів служби здоров'я. Помер там само.

## Архітектурні праці
- III нагорода конкурсу на проект санаторію в Моршині (1934, спільно з Романом Христовським)[5].
- III нагорода конкурсу на будівлю міських електричних закладів у Львові (1934, спільно з Анджеєм Фридецьким)[6].
- «Дім солдата» на нинішній площі Петрушевича, 2 у Львові. Спільний проект 1935 року Стефана Порембовича та Анджея Фридецького передбачав оригінальне поєднання кіно- та театрального залу. Будівництво велось від 1938 року, але через початок війни не завершено. Добудовано лише в радянський час (1961 року) за проектом Людмили Нівіної.[7]
- Проект дому Польського історичного товариства у Львові. Розроблений для закритого конкурсу 1938 року. Не був прийнятий до реалізації.[8]
- Костел Короля Христа в місцевості Козельники, нині вулиця Зелена у Львові. Спроектовано спільно з Романом Христовським у 1936–1937 роках. До 1939 року незавершений, пізніше перебудований на промислові приміщення.
- Санаторій у Великому Любіні (до 1939).
- Житловий будинок на вулиці Літній у Львові (1930-ті).
- Вілла інженера Б. Шиманського на вулиці Гіпсовій, 36 у Львові (1936–1939)[9]. Будинок П. Мокрицької під № 38 на тій же вулиці (1937–1938)[10].
- Житловий будинок на вулиці Грецькій, 5 у Львові (співавтор К. Вайс)[11].
- Шпиталь імені Жеромського в Новій Гуті (тепер дільниця Кракова).[1]

## Видані праці
- Architektura służby zdrowia // Architektura. — 1955. — № 1.
- Najstarsze szpitale psychiatryczne w Europie // Szpitalnictwo Polskie. — 1961. — № 1.
- Renesansowy szpital «Ospedale Maggiore» w Mediolanie // Szpitalnictwo Polskie. — 1961. — № 5.
- Problem humanizacji szpitali // Szpitalnictwo Polskie. — 1962. — № 6.
- Szpital psychiatryczny w Cadillac. 250 lat tradycji opieki psychiatrycznej // Szpitalnictwo Polskie. — 1964. — № 1.
- Domy inwalidów w dawnej Rzeczypospolitej Polskiej // Szpitalnictwo Polskie. — 1965. — № 1.
- Zasady modularnej koordynacji wymiarowej dla projektowania budynków szpitalnych w Wielkiej Brytanii // Szpitalnictwo Polskie. — 1965. — № 2.
- Rozrost i elastyczność wewnętrzna rozplanowania jako kryteria nowoczesności projektów szpitali // Szpitalnictwo Polskie. — 1970. — № 14 (6).
- Projektowanie obiektów służby zdrowia. — Warszawa: Arkady, 1973. — 251 S. (у співавторстві).